# Сергеев, Евгений Георгиевич
Евге́ний Гео́ргиевич Серге́ев (17 февраля 1956, Витебск, БССР, СССР — 25 апреля 2008, Рязань, Российская Федерация) — офицер частей и соединений специального назначения, подполковник. Герой Российской Федерации (2012).

## Биография
Евгений Сергеев родился 17 февраля 1956 года в семье военного. В 1973 году, после окончания средней школы в Полоцке, поступил в Рязанское воздушно-десантное командное училище имени Ленинского комсомола, которое окончил в 1977 году. После окончания училища Сергеев проходил военную службу командиром группы минирования роты минирования 24 ОБрСпН ЗабВО, с ноября 1980 года замкомандира - начальник ПДС 892 ОРСпН 39 ОА ЗабВО в Монголии, где командовал взводом и ротой спецназа.
С 1984 года Сергеев, в составе ограниченного контингента группировки советских войск, принимал участие в боевых действиях в Демократической Республике Афганистан. Отличился в многочисленных боевых операциях, успешно выполняя боевые задачи при минимальных потерях своих подчинённых.
5 января 1987 года возглавил спецоперацию по обнаружению и захвату ПЗРК «Стингер», за что, согласно директиве министерства обороны, ему было обещано присвоение звания Героя Советского Союза. Но, несмотря на своевременное представление, звание так и не было присвоено.
С 1987 года проходил службу в должности командира батальона 12-й отдельной бригады специального назначения на территории Закавказского военного округа, где принимал участие в локализации армяно-азербайджанского межэтнического вооружённого конфликта.
В 1995 году он был уволен из Вооружённых Сил РФ по инвалидности. Последние годы жил в Рязани. Скончался 25 апреля 2008 года после многолетней тяжёлой болезни (следствие боевых ранений и контузий). Похоронен на Новом кладбище в Рязани.
Благодаря усилиям друзей и родственников офицера, удалось восстановить справедливость в присвоении Сергееву заслуженного звания. Указом Президента Российской Федерации от 6 мая 2012 года за мужество и героизм, проявленные при исполнении воинского долга в Республике Афганистан, подполковнику Сергееву Евгению Георгиевичу посмертно было присвоено звание Героя Российской Федерации.

## Награды
- Герой Российской Федерации (6 мая 2012 года)
- 2 ордена Красной Звезды
- Орден Мужества
- Медаль «За отвагу»